# Branské doubí
Branské doubí je přírodní památka poblíž obce Třeboň v okrese Jindřichův Hradec. Oblast spravuje AOPK ČR Správa CHKO Třeboňsko.
Důvodem ochrany je krajinný fragment tvořený rozvolněnými lesními porosty s polopřirozenou druhovou skladbou. Jedná se o největší skupinu dubů na Třeboňsku. Hlavní zastoupení má dub letní (Quercus robur), jedinci významného vzrůstu a stáří. Přírodní památka je cenným biotopem pro druhy brouků a ptáků.

## Galerie

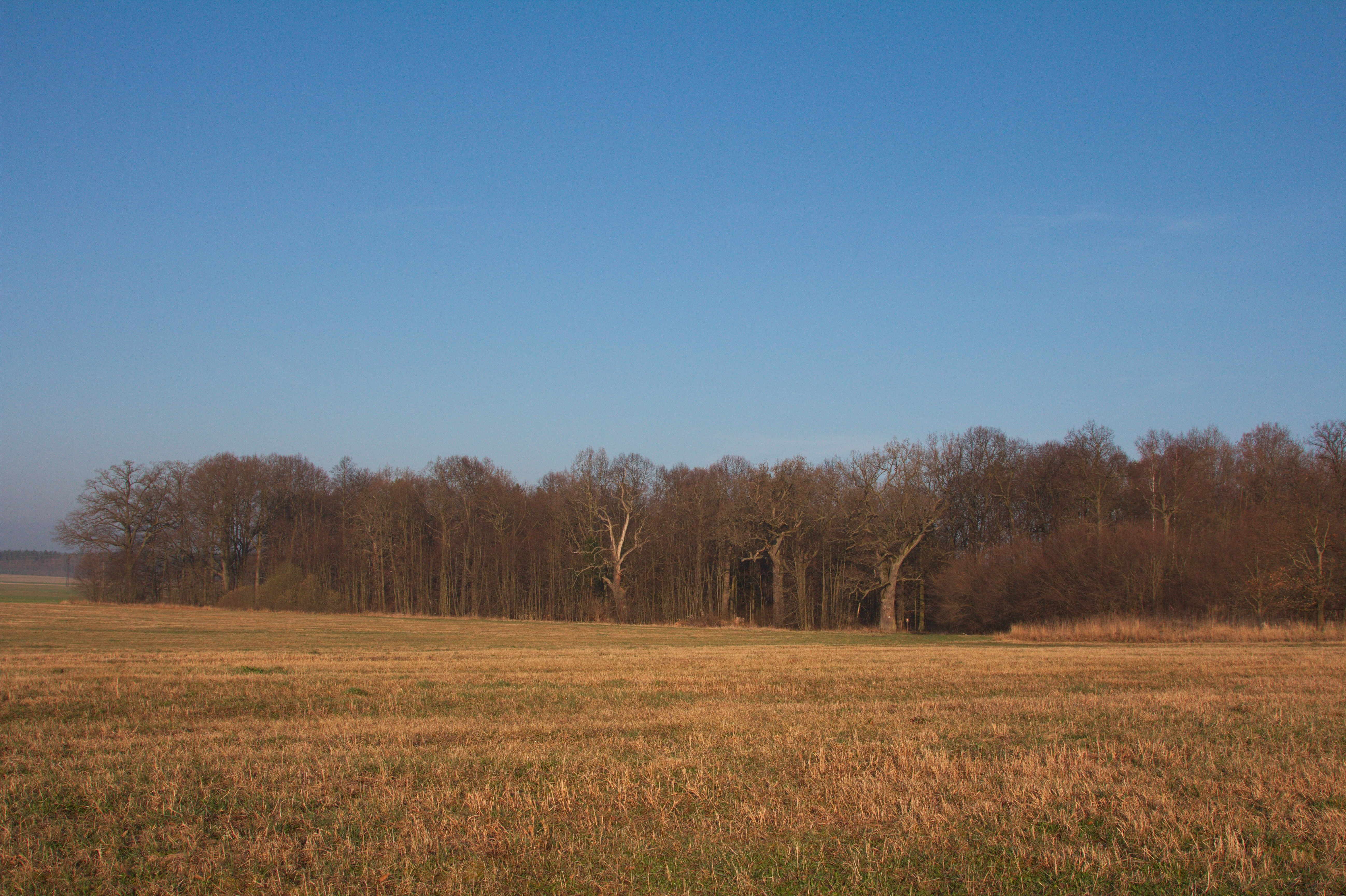
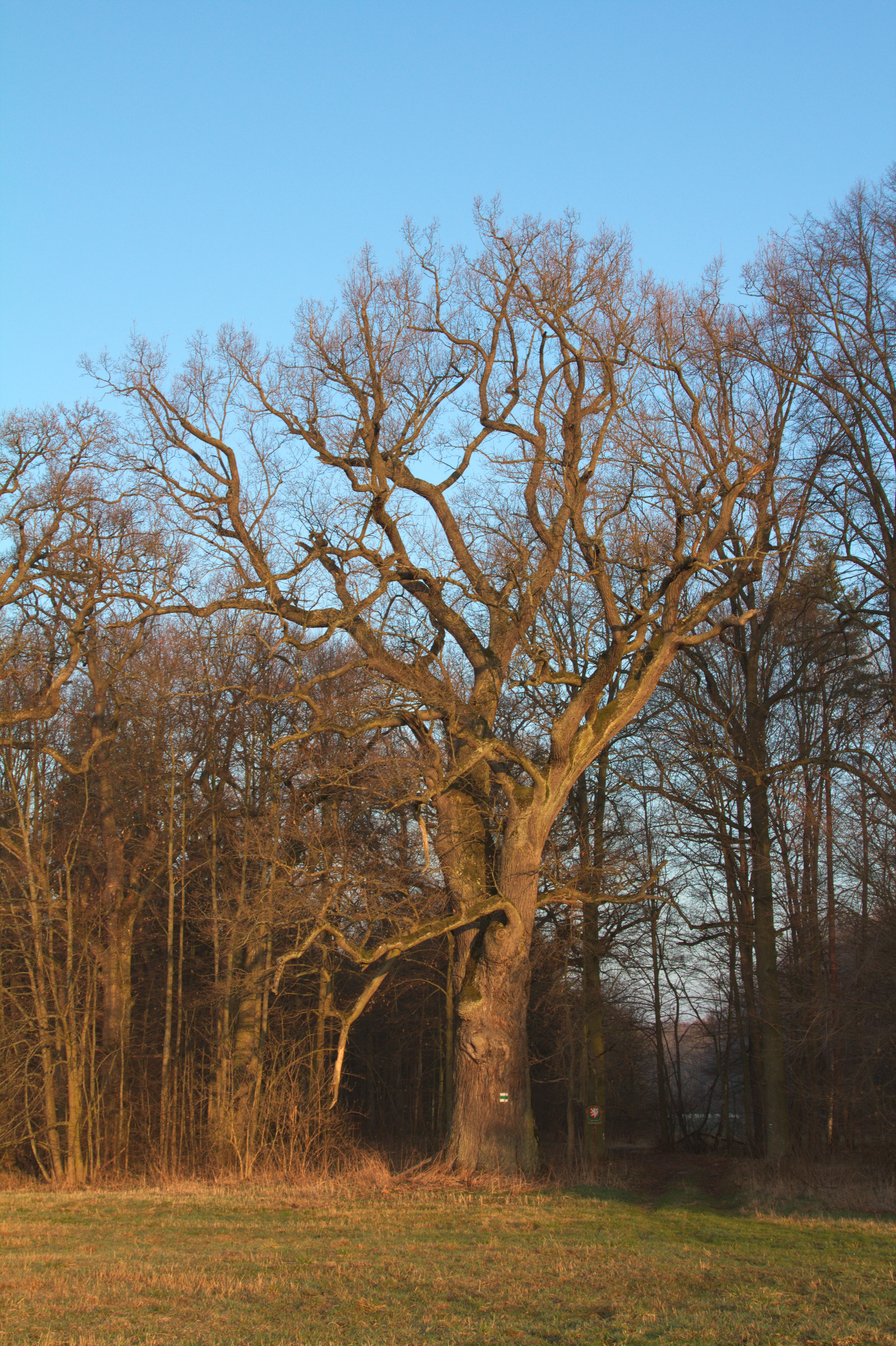
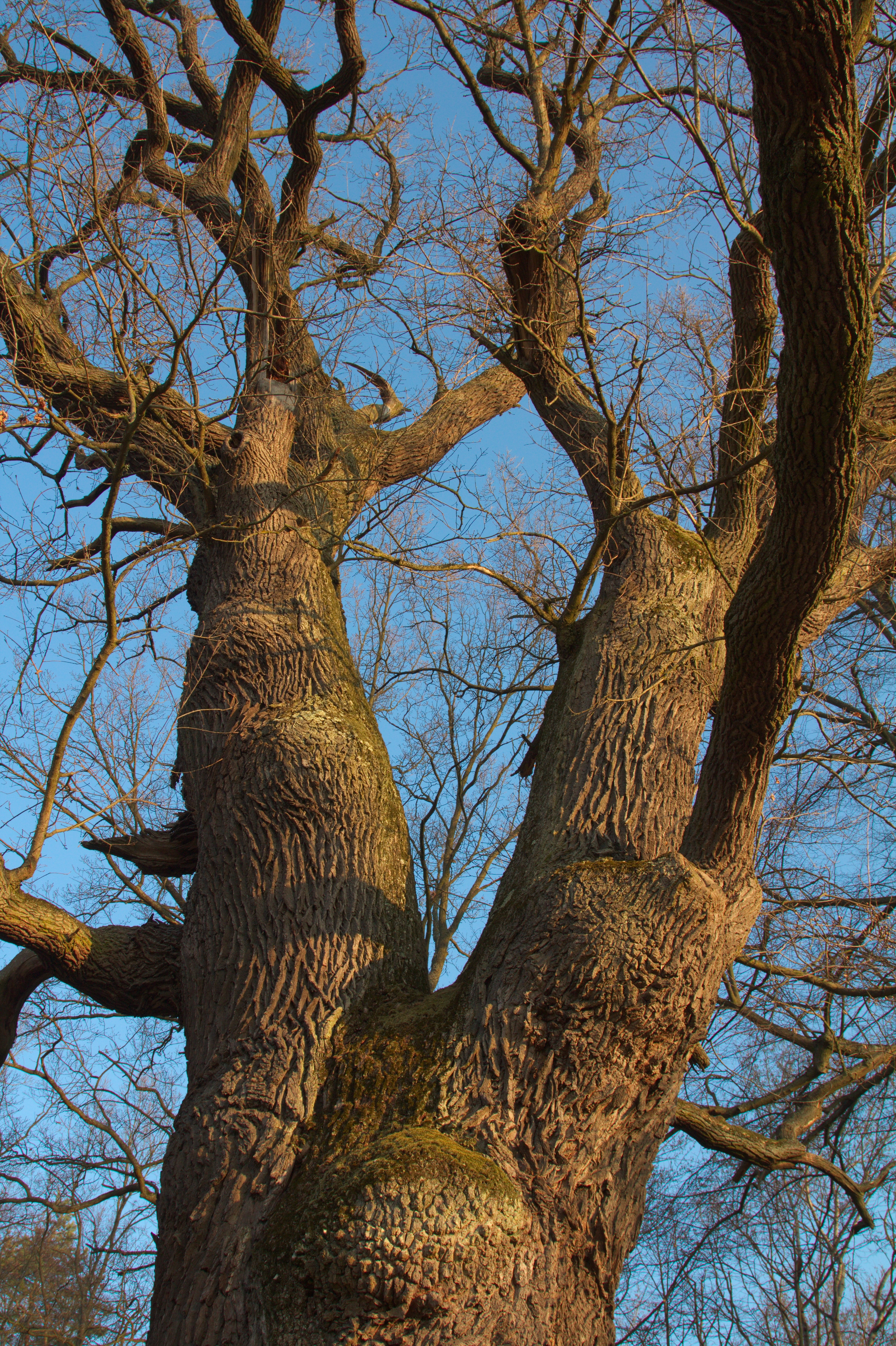
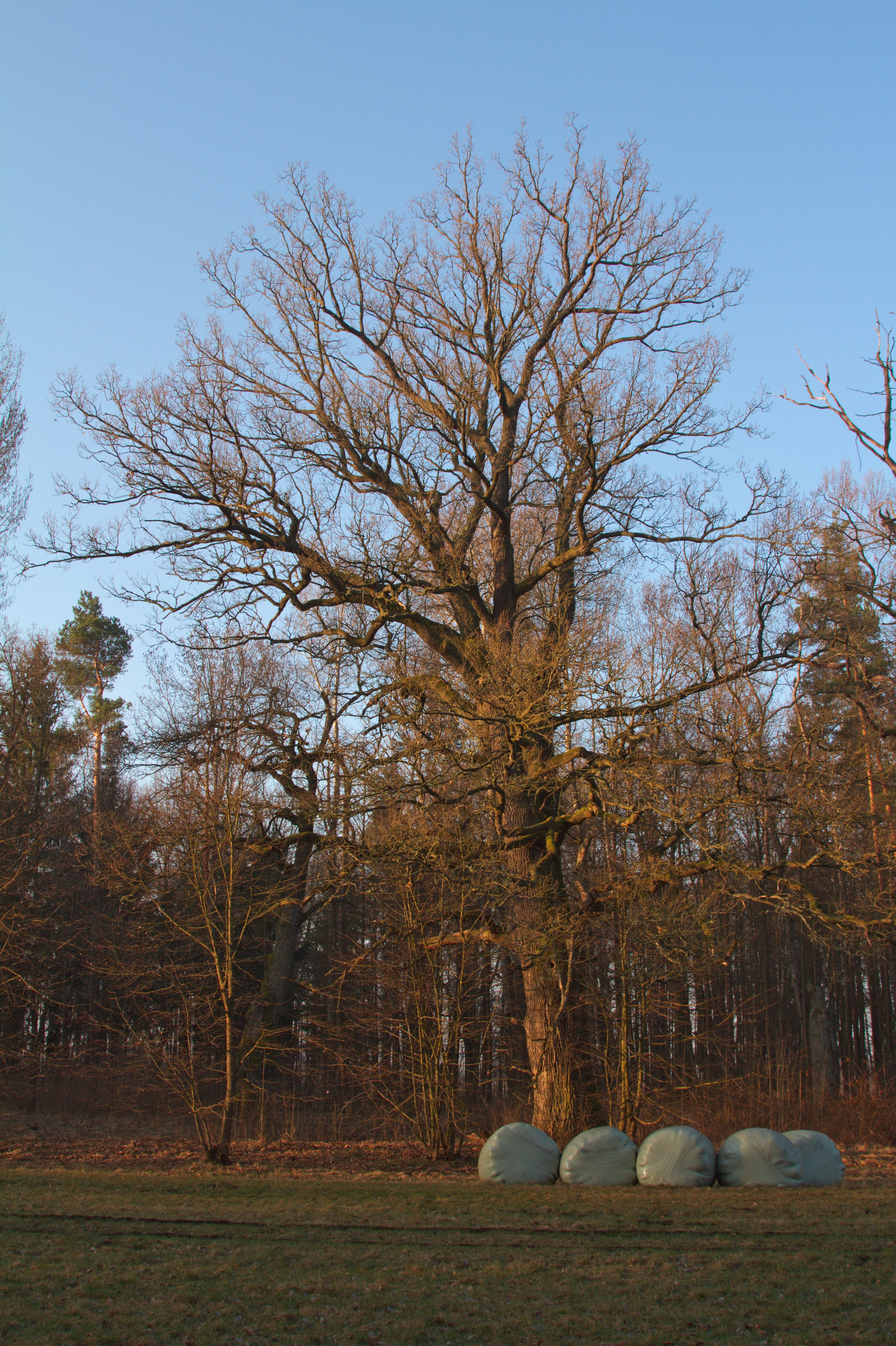
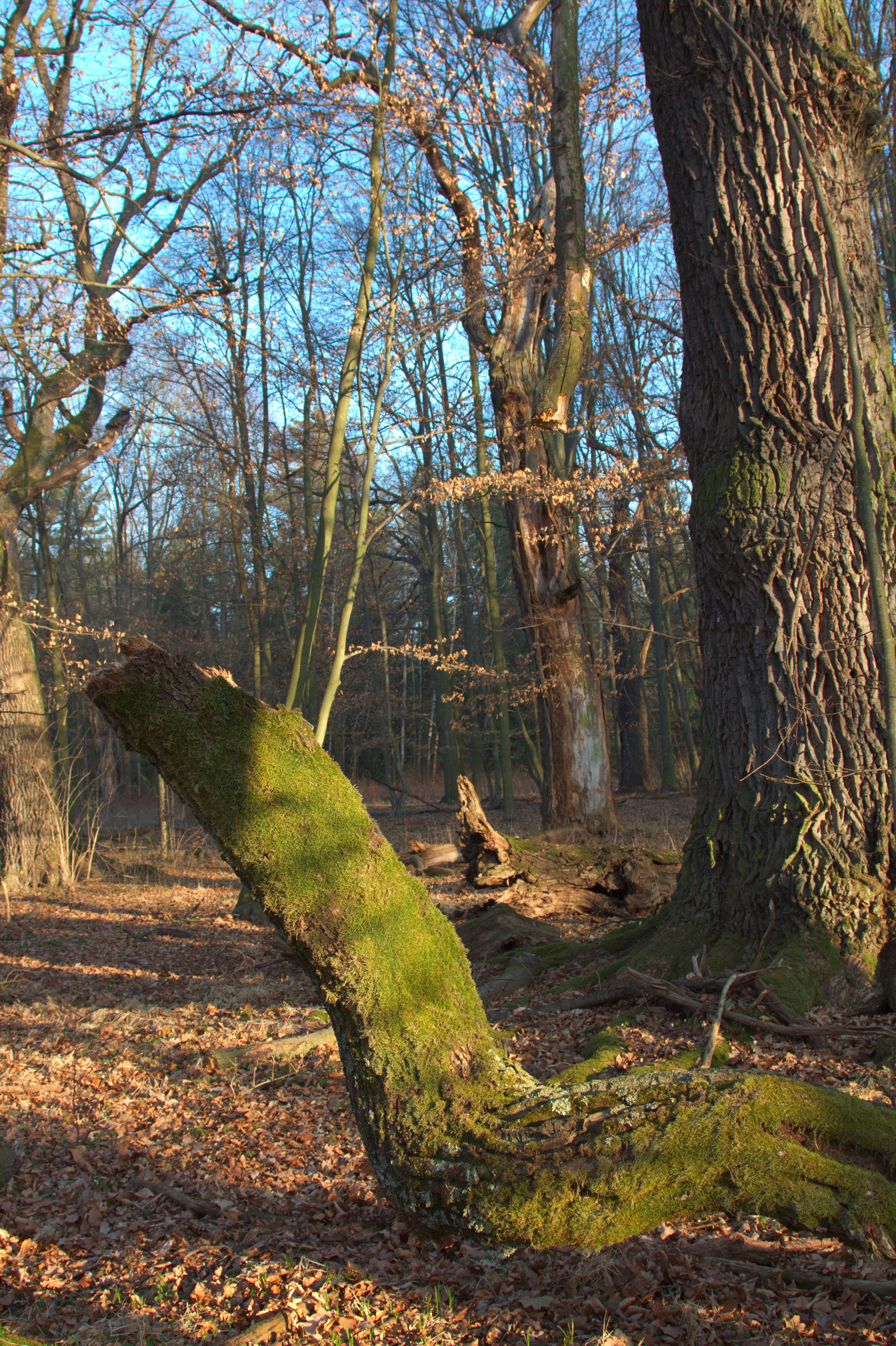
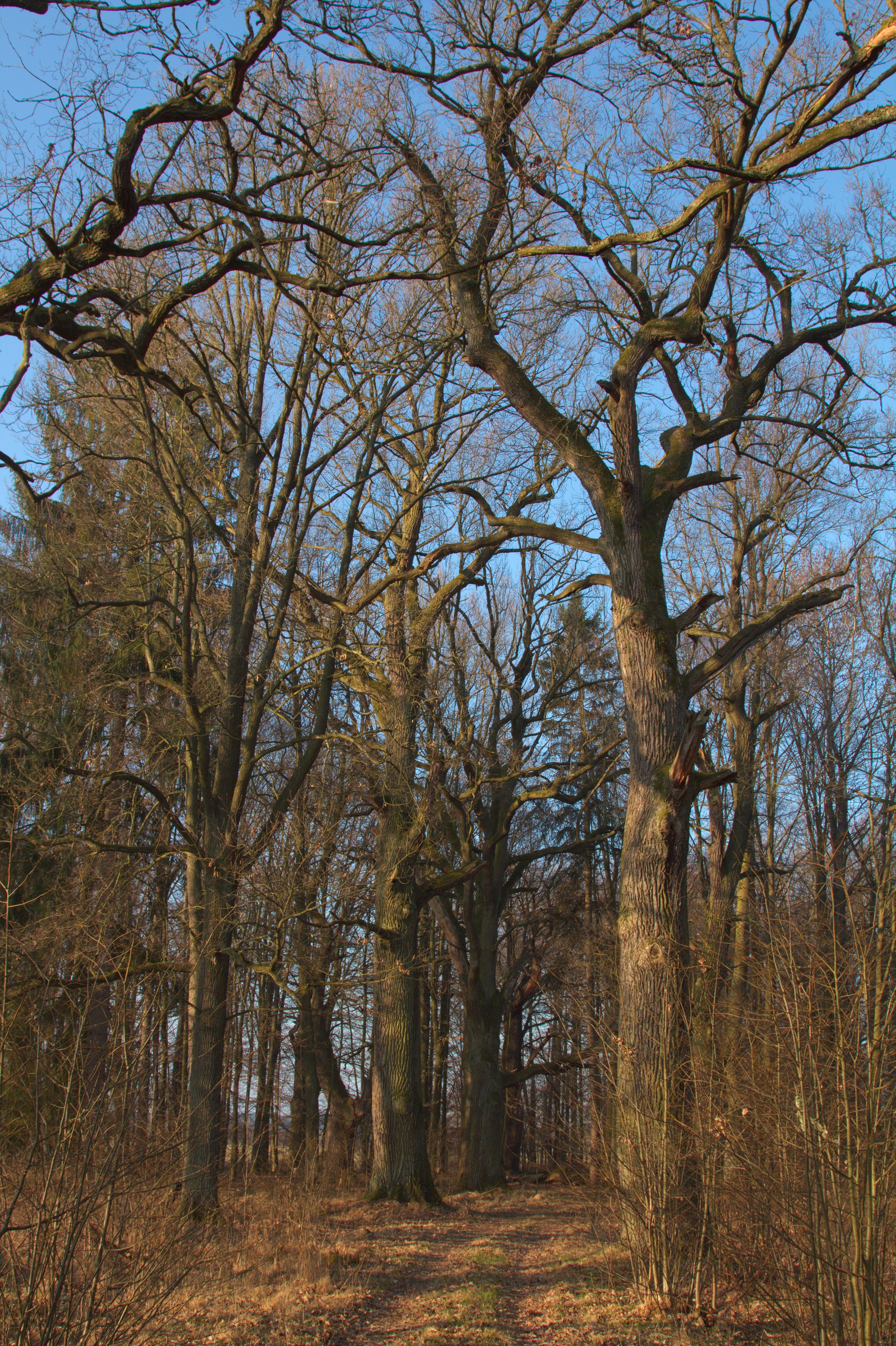
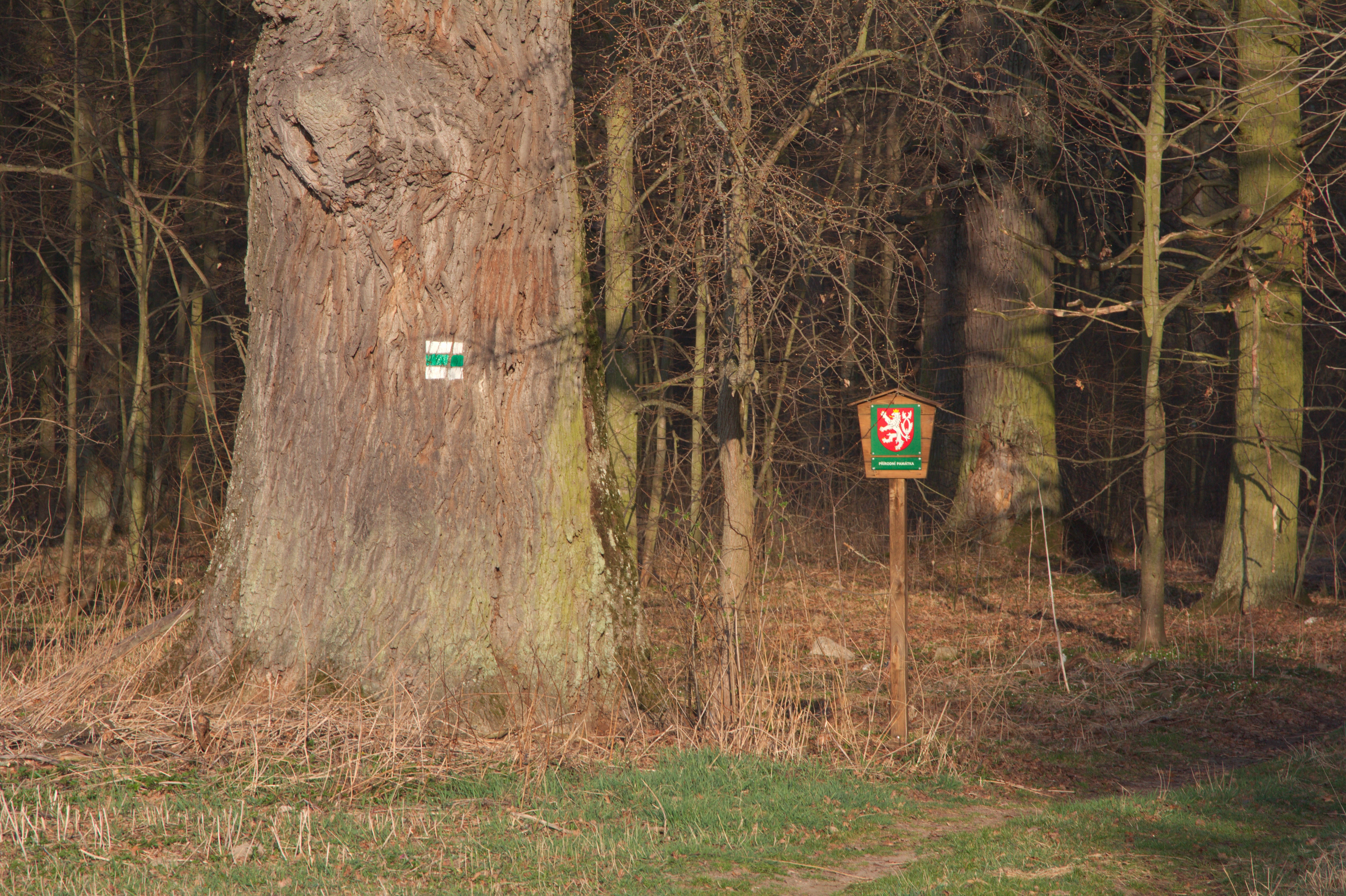